# The Barbarians (1987)
The Barbarians is een Amerikaans-Italiaanse film uit 1987, geregisseerd door Ruggero Deodato.

## Verhaal
De "Ragnick", een vreedzame nomadenstam, wordt aangevallen door de kwaadaardige Kadar die hun koningin Canary ontvoerd. Zo wil hij in het bezit komen van hun magische diamant. De tweeling Kutchek en Gore worden eveneens gevangengenomen, gescheiden en als slaven ingezet.
Jaren later is de tweeling opgegroeid als uiterst sterke, gespierde volwassenen. Kadar laat hen tegen elkaar vechten, maar nadat een van de twee zijn helm verliest, herkennen ze elkaar alsook Canary die gedwongen werd tot een huwelijk met Kadar. De tweeling ontsnapt en vindt hun stam terug dewelke nu een miserabel leven leidt. De stam heeft ook de dievegge Ismene gevangengenomen.
De tweeling en Ismene willen Canary bevrijden en sluipen het fort van Kadar terug binnen. Ze vinden de koningin, maar die wil met hen niet vluchten. Ze maant de twee aan om de magische diamant terug te vinden die wordt bewaakt door een draak, maar eerst te reizen naar een "verborgen tombe" om er magische wapens op te halen. China, de tovenares van Kadar, foltert Canary en komt zo te weten over de draak. Ze reist met enkele soldaten af, maar zij worden allen verslonden.
Kutchek en Gore kunnen met behulp van de "magische wapens" de draak wel verslaan en vinden het juweel in diens ingewanden. Canary en Kadar komen dan te voorschijn. Canary weet dat ze zal sterven en roept daarop de kracht van de diamant aan zodat ze effectief wordt gedood door Kadar. Kadar wordt daarop gedood door de tweeling.
Ismene is in het bezit gekomen van de diamant - die in steen veranderde met de dood van Canary - en wil deze eerst niet teruggeven. Doch op zeker ogenblik neemt deze terug zijn oorspronkelijke vorm aan en een nieuwe koninging kan worden gekozen. De diamant kiest deze zelf: de vrouw op wie de diamant blijft plakken op de navel wordt de nieuwe koningin. Dit blijkt uiteindelijk Ismene te zijn. Ze verklaart Kara te zijn, een voormalig lid van de stam die destijds vertrok om een eigen leven te leiden, jaren later terugkeerde, maar verkeerdelijk aanzien werd als een dievegge. Nu er een nieuwe koningin is, krijgt de stam hun voormalige levensstijl terug.

## Rolverdeling
| Acteur             | Personage     |
| ------------------ | ------------- |
| Peter Paul         | Kutchek       |
| David Paul         | Gore          |
| Richard Lynch      | Kadar         |
| Eva LaRue          | Kara / Ismene |
| Virginia Bryant    | Canary        |
| Sheeba Alahani     | China         |
| Raffaella Baracchi | Allura        |
| Franco Pistoni     | Ibar          |
| Michael Berryman   | Dirtmaster    |
| George Eastman     | Jacko         |

## Productie
The Barbarians is een coproductie van het Amerikaanse Cannon Films met het Italiaanse Cannon Italia SrL.

## Prijzen en nominaties
De belangrijkste:
| Wedstrijd                    | Categorie      | Ontvanger(s)           | Resultaat   | Ref.  |
| ---------------------------- | -------------- | ---------------------- | ----------- | ----- |
| Golden Raspberry Awards 1987 | Worst New Star | David Paul, Peter Paul | Genomineerd | [ 3 ] |